# Calvert Road
Calvert Road – część drogi stanowej nr 16, o długości 257 km, w Australii, na obszarze Terytorium Północnego. Łączy szlak drogowy Highway 1, na wspólnym odcinku dróg o nazwie Savannah Way i Carpentaria Highway, w pobliżu Calvert Hills, z drogą Tablelands Highway w pobliżu osady Cresswell Downs.